# Golpe de Estado em Honduras em 1963
O Golpe de Estado em Honduras em 1963 foi um golpe militar contra o governo de Honduras em 3 de outubro de 1963, 10 dias antes de uma eleição marcada. O general Oswaldo López Arellano substituiu Ramón Villeda Morales como presidente do país, governando até 1971. Esse evento iniciou sucessivos regimes militares em Honduras, conhecidos como Reformismo militar.
Villeda Morales havia instituído leis trabalhistas progressistas e uma política de reforma agrária, o que motivou acusações de simpatias comunistas pela direita em Honduras e nos Estados Unidos. Sua intenção de expropriar terras da United Fruit Company, mas nunca realizada, era uma fonte particular de atrito.
As relações entre civis e militares em Honduras haviam se deteriorado desde 1957 numa tentativa de golpe de Estado em 1959, suprimida por estudantes e simpatizantes sindicalistas de Villeda Morales, provocou intensa hostilidade para com os militares e a criação de uma guarda presidencial autônoma. Os políticos discutiram a abolição dos militares. Modesto Rodas Alvarado, o candidato do Partido Liberal para a presidência, concorreu em uma plataforma de desmilitarização e era esperado para vencer a eleição em 13 de outubro. 
O objetivo da conspiração, portanto, era impedir que o Dr. Modesto Rodas Alvarado chegasse ao poder, visto que a sua ideologia não estava de acordo com as transnacionais bananeiras estadunidenses e com alguns empresários. Os militares agiram preventivamente e assumiram o controle do governo.
O golpe em Honduras foi perpetrado por oficiais das Forças Armadas de Honduras; o coronel da Aviação, Oswaldo Lopez Arellano foi nomeado presidente interino de Honduras após o golpe de Estado. 
O Dr. Modesto Rodas Alvarado foi exilado do país mediante transferência por avião até a Costa Rica, o Congresso foi dissolvido e a constituição de Honduras foi declarada nula.